# Raman (distrito)
Raman (em tailandês: รามัน) é um distrito da província de Yala, no sul da Tailândia. 